# 董辅礽
董辅礽（1927年7月26日—2004年7月30日），浙江宁波人，中国经济学家，有“一代经济学大师”之称。曾任中国社会科学院经济研究所所长，第九届全国政协经济委员会副主任等职务。他为中国大陆经济体制改革作出了巨大贡献。

## 生平
董辅礽先生于1927年生于浙江省宁波市。1946年入武汉大学经济系就读，并于1950年毕业，留校担任武汉大学经济学教授,发展经济学家张培刚教授的助教。1953年远赴苏联学习，先后获苏联莫斯科国立经济学院硕士、副博士学位。
历任武汉大学经济系讲师、副教授、教授、院长，中国科学院经济研究所助理研究员、国民经济平衡组副组长、业务领导小组组长、研究员、副所长、所长、名誉所长，中国社会科学院研究生院副院长，北京大学、中国人民大学、中国社会科学院教授、博士生导师。
2004年逝世于美国杜克大学医学院。

## 社会兼职
董辅礽先生还是第八届全国人民代表大会代表、全国人大常委会委员、全国人大财经委员会副主任委员，第九届全国人大常委会委员、财经委员会副主任委员，国务院环境保护委员会顾问，国家环境保护局顾问，全国政协委员，全国政协经济委员会副主任。

## 经济学成就
- 20世纪60~70年代，提出再生数量关系数字模型，被誉为“中国经济成长论的代表”。
- 改革开放初期，首次提出“政企分离”、“政社分开”的政策性建议。
- 80年代初，深入研究所有制问题，首次提出并坚持所有制改革，成为中国经济改革成功的关键。
- 提出并研究“温州模式”，理论上分析“温州模式”、“苏南模式”。

此外，他对中国工业化、城市化问题，中国中小企业融资问题，证券、期货市场问题均有重要研究和实践。

## 著作
董辅礽先生有大量经济学论著。
- 《苏联国民收入动态分析》 湖北人民出版社，1959年
- 《经济体制改革研究》（上、下），经济科学出版社，1995年
- 《经济发展研究》（上、下），经济科学出版社，1997年
- 《论社会主义市场经济》， 湖北人民出版社，1998年
- 《社会主义再生产和国民收入问题》，1980年三联书店出版，人民出版社再版

## 家庭
- 妻子：刘蔼年，中国著名眼科医生、教授，1949年毕业于武大医学院，曾是解放军海军总医院眼科主任
- 儿子：董欣中，美国约翰霍普金斯大学神经生物学教授。
- 儿媳：齐晓静，任职于美国食品药品监督管理局，加州大学洛杉矶分校博士。
- 女婿：王小凡，杜克大学教授，中国科学院外籍院士
- 女儿：董欣年，杜克大学教授，美国科学院院士。